# فویانگ، گوانگدونگ
فویانگ، گوانگدونگ (به لاتین: Fuyang) یک شهرک در جمهوری خلق چین است که در ناحیه چائوان واقع شده‌است. فویانگ ۳۸٫۵ کیلومتر مربع مساحت و ۹۷٬۰۰۰ نفر جمعیت دارد.